# Roberto Gagliardini
Roberto Gagliardini (Bérgamo, Provincia de Bérgamo, Italia, 7 de abril de 1994) es un futbolista italiano. Juega en la demarcación de centrocampista.

## Trayectoria
Nacido en Bérgamo, Gagliardini comenzó su carrera en las categorías inferiores del Atalanta de su ciudad natal, y fue promovido al equipo principal para la temporada 2013-14, recibiendo el dorsal 61. El 4 de diciembre de 2013 Gagliardini hizo su debut profesional, en la victoria por 2-0 en casa sobre Sassuolo, por la Coppa Italia.
El 17 de enero del año siguiente fue cedido al Cesena. Anotó su primer gol como profesional, ocho días después, en la victoria por 3-1 ante el Varese. En enero de 2017 fue prestado al Inter de Milán con compromiso de compra a junio del mismo año.

## Selección nacional
Ha sido internacional con la selección de fútbol de Italia en 7 ocasiones. Debutó el 28 de marzo de 2017, en un encuentro amistoso ante la selección de los Países Bajos que finalizó con marcador de 2-1 a favor de los italianos.

### Participaciones en Eurocopas
| Eurocopa                | Sede    | Resultado |
| ----------------------- | ------- | --------- |
| Eurocopa Sub-21 de 2017 | Polonia | Semifinal |

## Estadísticas

### Clubes
Actualizado al último partido disputado el 19 de abril de 2025.
| Cesena · Italia                                                                                               | 2.ª           | 2013-14       | 21  | 1  | —  | — | —  | — | 21  | 1  |
| Cesena · Italia                                                                                               | Total club    | Total club    | 21  | 1  | 0  | 0 | 0  | 0 | 21  | 1  |
| Spezia Calcio · Italia                                                                                        | 2.ª           | 2014-15       | 14  | 1  | —  | — | —  | — | 14  | 1  |
| Spezia Calcio · Italia                                                                                        | Total club    | Total club    | 14  | 1  | 0  | 0 | 0  | 0 | 14  | 1  |
| Vicenza · Italia                                                                                              | 2.ª           | 2015-16       | 16  | 1  | 3  | 0 | —  | — | 19  | 1  |
| Vicenza · Italia                                                                                              | Total club    | Total club    | 16  | 1  | 3  | 0 | 0  | 0 | 19  | 1  |
| Atalanta · Italia                                                                                             | 1.ª           | 2013-14       | 0   | 0  | 1  | 0 | —  | — | 1   | 0  |
| Atalanta · Italia                                                                                             | 1.ª           | 2015-16       | 1   | 0  | —  | — | —  | — | 1   | 0  |
| Atalanta · Italia                                                                                             | 1.ª           | 2016-17       | 13  | 0  | 1  | 0 | —  | — | 14  | 0  |
| Atalanta · Italia                                                                                             | Total club    | Total club    | 14  | 0  | 2  | 0 | 0  | 0 | 16  | 0  |
| Inter de Milán · Italia                                                                                       | 1.ª           | 2016-17       | 18  | 2  | 1  | 0 | —  | — | 19  | 2  |
| Inter de Milán · Italia                                                                                       | 1.ª           | 2017-18       | 30  | 0  | 2  | 0 | —  | — | 32  | 0  |
| Inter de Milán · Italia                                                                                       | 1.ª           | 2018-19       | 19  | 5  | 2  | 0 | —  | — | 21  | 5  |
| Inter de Milán · Italia                                                                                       | 1.ª           | 2019-20       | 24  | 4  | —  | — | 8  | 0 | 32  | 4  |
| Inter de Milán · Italia                                                                                       | 1.ª           | 2020-21       | 28  | 3  | 1  | 0 | 4  | 0 | 33  | 3  |
| Inter de Milán · Italia                                                                                       | 1.ª           | 2021-22       | 18  | 2  | 1  | 0 | 5  | 0 | 24  | 2  |
| Inter de Milán · Italia                                                                                       | 1.ª           | 2022-23       | 19  | 0  | 4  | 0 | 6  | 0 | 29  | 0  |
| Inter de Milán · Italia                                                                                       | Total club    | Total club    | 156 | 16 | 11 | 0 | 23 | 0 | 190 | 16 |
| Monza · Italia                                                                                                | 1.ª           | 2023-24       | 33  | 1  | 1  | 0 | —  | — | 34  | 1  |
| Monza · Italia                                                                                                | 1.ª           | 2024-25       | 8   | 0  | 0  | 0 | —  | — | 8   | 0  |
| Monza · Italia                                                                                                | Total club    | Total club    | 41  | 1  | 1  | 0 | 0  | 0 | 42  | 1  |
| Total carrera                                                                                                 | Total carrera | Total carrera | 262 | 20 | 17 | 0 | 23 | 0 | 302 | 20 |
| (1) Incluye datos de Copa Italia. (2) Incluye datos de Liga de Campeones de la UEFA y Liga Europa de la UEFA. |               |               |     |    |    |   |    |   |     |    |

## Palmarés

### Títulos nacionales
| Título              | Club           | País   | Año  |
| ------------------- | -------------- | ------ | ---- |
| Serie A             | Inter de Milán | Italia | 2021 |
| Supercopa de Italia | Inter de Milán | Italia | 2021 |
| Copa Italia         | Inter de Milán | Italia | 2022 |
| Supercopa de Italia | Inter de Milán | Italia | 2022 |
| Copa Italia         | Inter de Milán | Italia | 2023 |